# Friedrich Reinhard Schmidt
Friedrich Reinhard Schmidt (* 8. November 1937 in Bischofswerda) ist ein deutscher Ingenieur und Philosoph.

## Leben und Wirken
Friedrich Reinhard Schmidt wurde am 8. November 1937 in als Sohn eines Schriftsetzers in Bischofswerda geboren. Er erlernte den Beruf eines  Orgelbauers und studierte anschließend von 1961 bis 1967 an der Technischen Universität Dresden Maschinenbau und Ökonomie. Friedrich Reinhard Schmidt schloss sein Studium als Diplom-Ingenieurökonom ab. Bis 1970 arbeitete er in verschiedenen Bereichen der Luftfahrtindustrie, des Maschinenbaus und der Elektronik in Dresden. Am 1. September 1970 begann er als wissenschaftlicher Assistent seine Tätigkeit an der Ingenieurhochschule Mittweida. Im Jahre 1972 folgte seine Ernennung zum wissenschaftlichen Oberassistenten und 1975 seine Berufung zum Hochschuldozenten für Montagetechnologie an der Ingenieurhochschule Mittweida. Im Jahre 1974 promovierte Friedrich Reinhard Schmidt an der Technischen Universität Dresden auf dem Gebiet der Prozesstechnologie. Friedrich Reinhard Schmidt habilitierte sich 1985 an der Technischen Universität Dresden. Am 1. September 1990 wurde Friedrich Reinhard Schmidt zum Professor berufen.
Er ist Inhaber mehrerer Patente zur Verbindungstechnik von elektronischen Bauelementen und zur Herstellung von Dickschichtschaltungen mit Hilfe von Pasten. 
Von 1990 bis 2000 wirkte Friedrich Reinhard Schmidt als Rektor und Gründungsrektor an der Ingenieurhochschule Mittweida, der heutigen Hochschule Mittweida. Er erwarb sich außerordentliche Verdienste um den Erhalt und den Ausbau der Hochschule Mittweida und trat gegen die Verengung des Fachhochschulstudiums und utilitaristische Tendenzen auf. Seit dem Beginn seiner Amtszeit beschäftigte er sich zunehmend mit naturphilosophischen Fragen in Anlehnung an die Energetik von Wilhelm Ostwald.

## Auszeichnungen
- 2000: Ehrenbürger der Stadt Mittweida für „[e]rfolgreiches Wirken bei der Entwicklung und Profilierung der Hochschule Mittweida“[1]
- 2002: Sächsischer Verdienstorden[2]
- 2010 Goldene Ehrennadel der Hochschule Mittweida[3]

## Werke
- Wettbewerb – wer gewinnt und wer verliert? Erfolg im Beruf und anderswo. R. G. Fischer Verlag, Frankfurt/M. 2009 ISBN 978-3-8301-1235-8.
- Der sanfte Menschheitsuntergang oder Der Trieb, der Karl Marx stürzte. Kölner Universitätsverlag, Köln 1994, ISBN 978-3874270540.
- Zurück zur Arbeit oder der Mensch im Hamsterlaufrad. Georg Olms Verlag Hildesheim, Zürich, New York 1998, ISBN 978-3-487-10661-8.
- Das ist der Mensch. Frank & Timme GmbH, Verlag für wissenschaftliche Literatur, Berlin 2019 (Reihe: Philosophie, Naturwissenschaft und Technik, Band 8), ISBN 978-3-7329-0556-0.